# Міждержавний банк СНД
55°42′57″ пн. ш. 37°36′41″ сх. д. / 55.7159° пн. ш. 37.6113° сх. д.
Міждержавний банк СНД (рос. Межгосударственный банк СНГ) — міжнародна фінансова організація, утворена в 1993 році десятьма країнами СНД: Республікою Вірменія, Республікою Білорусь, Республікою Казахстан, Киргизькою Республікою, Республікою Молдова, Російською Федерацією, Республікою Таджикистан, Туркменістаном і Україною.

## Напрямки діяльності
Основний напрям роботи Міждержавного банку - вирішення питань, що виникають при співпраці країн Співдружності Незалежних Держав у галузі фінансів.

### Функції банку
Функції Міждержавного банку змінювалися відповідно до ситуації в економічній та фінансовій сферах Співдружності Незалежних Держав. Після розпаду рублевої зони та підписання Угоди про створення Платіжної спілки Банк став спеціалізованим інститутом цієї спілки.
У жовтні 1996 року було підписано Протокол шістьма державами (Вірменія, Білорусь, Киргизія, Молдова, Російська Федерація, Таджикистан), відповідно до якого Банк допущено на внутрішні валютні ринки цих держав із правом проводити банківські операції та угоди. Банк здійснює основні операції біля держав, які входять у Співдружність Незалежних Держав, розвиває інвестиційно-кредитну діяльність у межах СНД. Встановлено кореспондентські відносини з центральними банками держав-засновників, з їхніми комерційними банками та фінансовими структурами інших держав.
Міждержавний банк, будучи членом низки бірж, членом SWIFT, проводить операції у валютному ринку, ринку цінних паперів, міжбанківських кредитів і депозитів.

### Послуги банку
Встановлені кореспондентські відносини Міждержавного банку дозволяють запропонувати клієнтам банку схеми розрахунків із контрагентами у регіоні СНД та інших країнах. Особливістю послуг банку є те, що Міждержавний банк здійснює платежі виключно із використанням національних валют. Курс однієї національної валюти до іншої національної валюти встановлюється максимально наближеним до курсу, який встановлюється національним банком. Таким чином, відпадає необхідність проводити конверсійні операції через третю валюту (долар США).
Банк надає клієнтам, незалежно від їхнього розташування, можливість дистанційно керувати своїми коштами на рахунках за допомогою системи «Банк-Клієнт».
Платежі через систему Міждержавного банку характеризуються мінімальною вартістю, великою оперативністю та прозорістю всім учасників.
Основними перевагами Міждержавного банку при проведенні міжнародних розрахунків та платежів можна вважати:
— Оперативність проведення платежів наживо;
— Розширення меж часу поточного операційного банківського дня;
— проведення платежів у національних валютах без витрат на конверсію;
— Невисока комісія Банку;
— Гарантія платежу центральними (національними) банками країн-учасниць.

## Управління діяльністю банку
Вищим виконавчим органом Банку є Рада Міждержавного банку, де кожна держава-учасниця представлені своїми уповноваженими, переважно, керівником центрального (національного) банку, його заступником і заступником міністра фінансів країни. Таке представництво дозволяє професійно спрямовувати та контролювати діяльність Банку на користь країн-засновників, що є метою Міждержавного банку, визначеної Угодою про заснування Банку та його Статутом.
Голова Ради Міждержавного банку щорічно обирається терміном до 2-х років. Голова Ради проводить засідання Ради Банку. У квітні 2009 року Головою Ради обрано Голову Національного банку Республіки Казахстан Марченка Григорія Олександровича.
Поточною діяльністю Банку керує Президент Міждержавного банку, який призначає Рада. Із січня 2021 року Президентом Міждержавного банку є Гаврилов Микола В'ячеславович.
Відкрито три представництва Банку — в Республіці Вірменія, в Киргизькій Республіці та в Республіці Білорусь.